# День поминовения (Нидерланды)

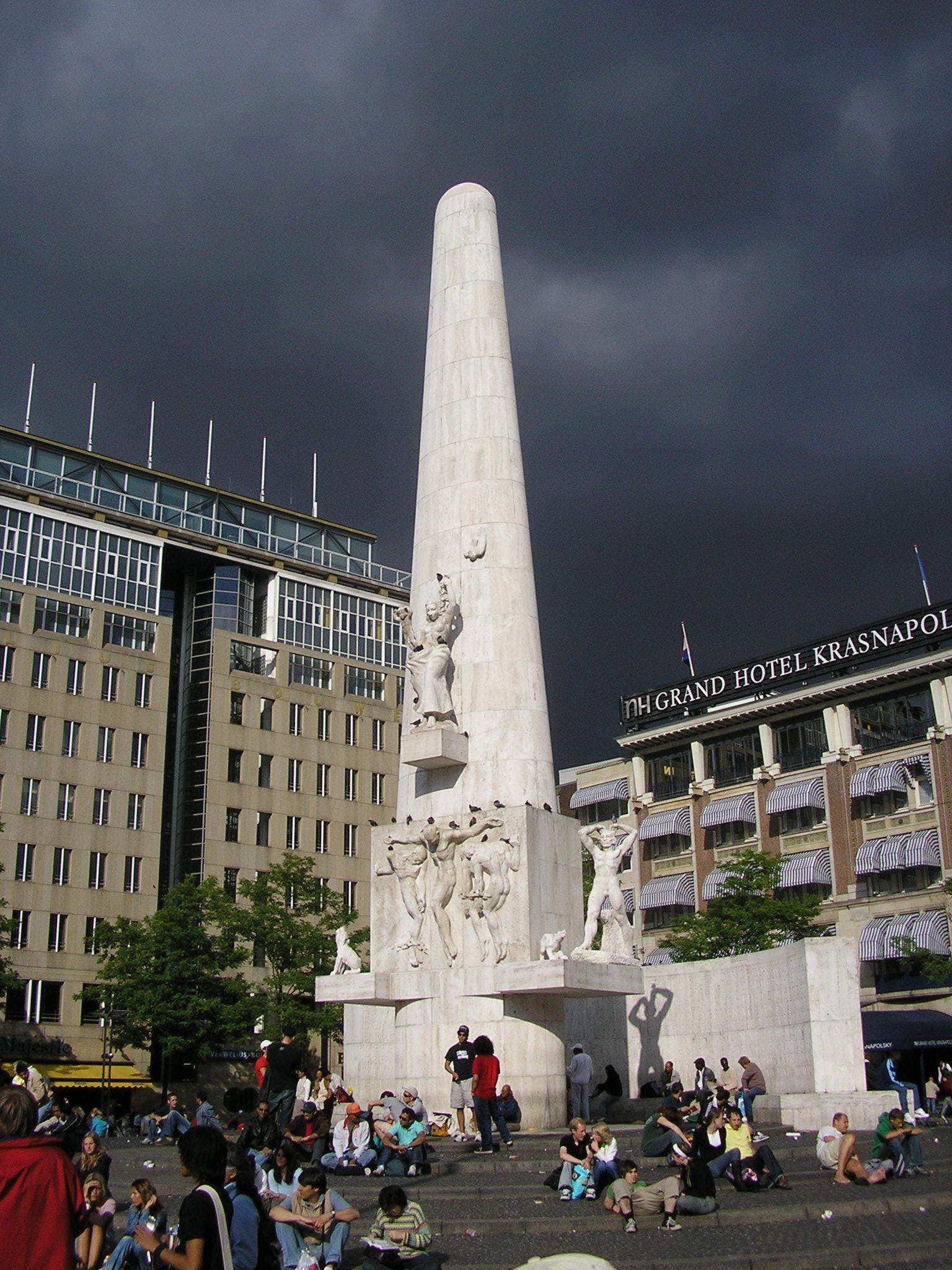
Национальный монумент в Амстердаме на площади Дам, у которого ежегодно проходит церемония поминовения

День поминовения мёртвых (нидерл. Dodenherdenking) — день памяти павших, который проводится в Нидерландах ежегодно 4 мая. Изначально он был посвящён исключительно голландцам, погибшим во Второй мировой войне, но с 1961 года поминают также жертв других военных конфликтов (например, в войне за независимость Индонезии) или миротворческих операций, как в Ливане или Боснии и Герцеговине.
Официальная церемония поминовения по традиции проходит на площади Дам в Амстердаме. Её посещают члены кабинета министров (правительства Нидерландов), королевская семья, генералы, члены Сопротивления и представители других социальных организаций. В 8 часов вечера проводятся две минуты молчания. Приостанавливается движение общественного транспорта и дорожное движение вообще. С 4 мая 1994 законодательство обязывает приспускать государственные флаги в течение дня, потом они поднимаются под национальный гимн «Хет Вильгельмус». Основная церемония поминовения транслируется по телеканалам и радио, но такие же церемонии проходят и в других городах и областях, в частности, в Гааге, где во время войны были казнены множество голландских бойцов оппозиции.
На следующий день, 5 мая, голландцы празднуют День освобождения от германской оккупации в 1940—1945 годах.